# Partit Comunista d'Albània (1991)
El Partit Comunista d'Albània (en albanès: Partia Komuniste i Shqipërisë, PKSH) és un partit comunista, antirevisionista i marxista-leninista d'Albània. Defensa la figura de Enver Hoxha i el seu pensament. Nexhmije Hoxha, vídua de Enver Hoxha, és membre del PKSH.

## Història
El partit va ser fundat en 1991 a partir d'una escissió del Partit del Treball d'Albània, abans que fos convertit en el Partit Socialista d'Albània. En 1998, el PKSH es va convertir en el primer partit comunista després de 1991 a registrar-se legalment davant la Comissió Electoral albanesa. El seu líder era Hysni Milloshi. En 2002, una facció del PKSH s'escindeix i es fusiona amb en el refundat Partit del Treball d'Albània. En les eleccions parlamentàries de 2005, el partit va rebre 8.901 vots, el 0,7% de la representació proporcional. En un congrés d'unificació l'any 2006, el Partit Comunista d'Albània, un refundat Partit del Treball d'Albània i petits partits comunistes es van fusionar en el Partit Comunista d'Albània. Van participar 300 membres d'aquests partits en la conferència i Hysni Milloshi després es va convertir en el secretari general del partit unificat, sent-ho fins a la seva mort en 2012. El PKSH publica la revista Zëri i së Vërtetës (La veu de la veritat). L'organització juvenil del partit és la Joventut Comunista d'Albània. El PKSH participa anualment en la Trobada Internacional de Partits Comunistes i Obrers.

## Resultats electorals

### Eleccions legislatives
| Any  | Vots                  | %                     | Escons                | +/-                   | Govern                |
| ---- | --------------------- | --------------------- | --------------------- | --------------------- | --------------------- |
| 2005 | 8,937                 | 0.65                  | 0 / 140               | Nou                   | Extraparlamentari     |
| 2009 | No s'hi van presentar | No s'hi van presentar | No s'hi van presentar | No s'hi van presentar | No s'hi van presentar |
| 2013 | 901                   | 0.05                  | 0 / 140               | =                     | Extraparlamentari     |
| 2017 | 1,026                 | 0.06                  | 0 / 140               | =                     | Extraparlamentari     |
| 2021 | No s'hi van presentar | No s'hi van presentar | No s'hi van presentar | No s'hi van presentar | No s'hi van presentar |
| 2025 | No s'hi van presentar | No s'hi van presentar | No s'hi van presentar | No s'hi van presentar | No s'hi van presentar |